# Návesní rybník (Mukařov)
Návesní rybník je rybník nacházející se v severozápadní části obce Mukařov v okrese Praha-východ. Ohraničují ho zhruba ulice Dubová na severu, Obecní na východě, Severní na jihu a Vodní na západě. Rybník leží na potoce Výmola, který jím protéká od východu na západ. Právě ulice Vodní tak tvoří hráz rybníka. Ten má zhruba trojúhelníkový tvar. Je obklopen ulicemi, zástavbou a loukou, na jeho jižní straně prochází cesta. Ze severu je do něj sveden zatrubněný tok, který pramení nedaleko v lese.[zdroj?] Rybník vznikl po roce 1950.